# Trường đua Istanbul Park
Trường đua Istanbul Park (tiếng Thổ Nhĩ Kỳ Intercity İstanbul Park), là một trường đua xe chuyên dụng nằm ở đô thị Tuzla, thành phố Istanbul, Thổ Nhĩ Kỳ. Trường đua hiện đang đăng cai chặng đua GP Thổ Nhĩ Kỳ của giải đua Công thức 1.

## Lịch sử
Trường đua được khởi công hồi tháng 9 năm 2003 và khánh thành vào tháng 8 năm 2005 với mục đích là đăng cai chặng đua Công thức 1 GP Thổ Nhĩ Kỳ (năm 2005-2011) và giải đua MotoGP Thổ Nhĩ Kỳ (2005-2007).
Năm 2010, hai tay đua đang dẫn đầu, cũng là đồng đội của nhau là Sebastian Vettel và Mark Webber đã có va chạm khiến Vettel phải bỏ cuộc còn Webber bị tụt xuống vị trí thứ 3. Sau đó hai người đồng đội ở đội Mclaren là Lewis Hamilton và Jenson Button đã cạnh tranh quyết liệt. Cuối cùng Hamilton là người chiến thắng.
Năm 2020, do ảnh hưởng của đại dịch COVID-19 nên trường đua được ban tổ chức F1 bổ sung vào lịch thi đấu. Lewis Hamilton đã chiến thắng và chính thức đoạt ngôi vô địch mùa giải.

## Các kỷ lục vòng chạy
Dưới đây là các kỷ lục vòng chạy nhanh nhất của các giải đua được tổ chức ở trường đua Istanbul Park:
| Giải đua              | Thời gian | Tay đua                  | Xe                                   | Sự kiện                                         |
| --------------------- | --------- | ------------------------ | ------------------------------------ | ----------------------------------------------- |
| Formula One           | 1:24.770  | Juan Pablo Montoya       | McLaren MP4-20                       | 2005 Turkish Grand Prix                         |
| GP2                   | 1:33.482  | Andreas Zuber            | Dallara GP2/08                       | 2008 Istanbul GP2 Series round                  |
| LMP1                  | 1:41.281  | Jean-Christophe Boullion | Pescarolo C60 Hybrid                 | 2006 1000 km of Istanbul                        |
| Formula Renault 3.5   | 1:41.342  | Pastor Maldonado         | Dallara T05                          | 2006 Istanbul Formula Renault 3.5 Series round  |
| LMP2                  | 1:43.031  | João Barbosa             | Radical SR9                          | 2006 1000 km of Istanbul                        |
| GP3                   | 1:47.227  | Andrea Caldarelli        | Dallara GP3/10                       | 2011 Istanbul GP3 Series round                  |
| GT1                   | 1:49.469  | Pedro Lamy               | Aston Martin DBR9                    | 2006 1000 km of Istanbul                        |
| MotoGP                | 1:52.877  | Toni Elías               | Honda RC211V                         | 2006 Turkish motorcycle Grand Prix              |
| Formula Renault 2.0   | 1:55.524  | Dani Clos                | Tatuus FR2000                        | 2006 Istanbul Eurocup Formula Renault 2.0 round |
| GT2                   | 1:55.658  | Mike Rockenfeller        | Porsche 911 (996) GT3-RSR            | 2005 FIA GT Istanbul 2 Hours                    |
| World SBK             | 1:55.673  | Tom Sykes                | Kawasaki ZX-10R                      | 2013 Istanbul World SBK round                   |
| 250cc                 | 1:57.595  | Dani Pedrosa             | Honda RS250R                         | 2005 Turkish motorcycle Grand Prix              |
| World SSP             | 1:59.157  | Sam Lowes                | Yamaha YZF-R6                        | 2013 Istanbul World SSP round                   |
| DTM                   | 2:00.130  | Mika Hakkinen            | Mercedes-Benz AMG C-Class DTM (W203) | 2005 Istanbul DTM Round                         |
| Ferrari Challenge     | 2:00.718  | Dario Caso               | Ferrari 458 Challenge Evo            | 2014 Ferrari Challenge Europe Istanbul round    |
| Eurocup Mégane Trophy | 2:02.560  | César Campaniço          | Renault Mégane Renault Sport         | 2006 Istanbul Eurocup Mégane Trophy round       |
| 125cc                 | 2:03.825  | Joan Olivé               | Aprilia RS125R                       | 2006 Turkish motorcycle Grand Prix              |
| WTCC                  | 2:05.771  | Gabriele Tarquini        | Alfa Romeo 156 WTCC                  | 2005 FIA WTCC Race of Turkey                    |